# Submundo

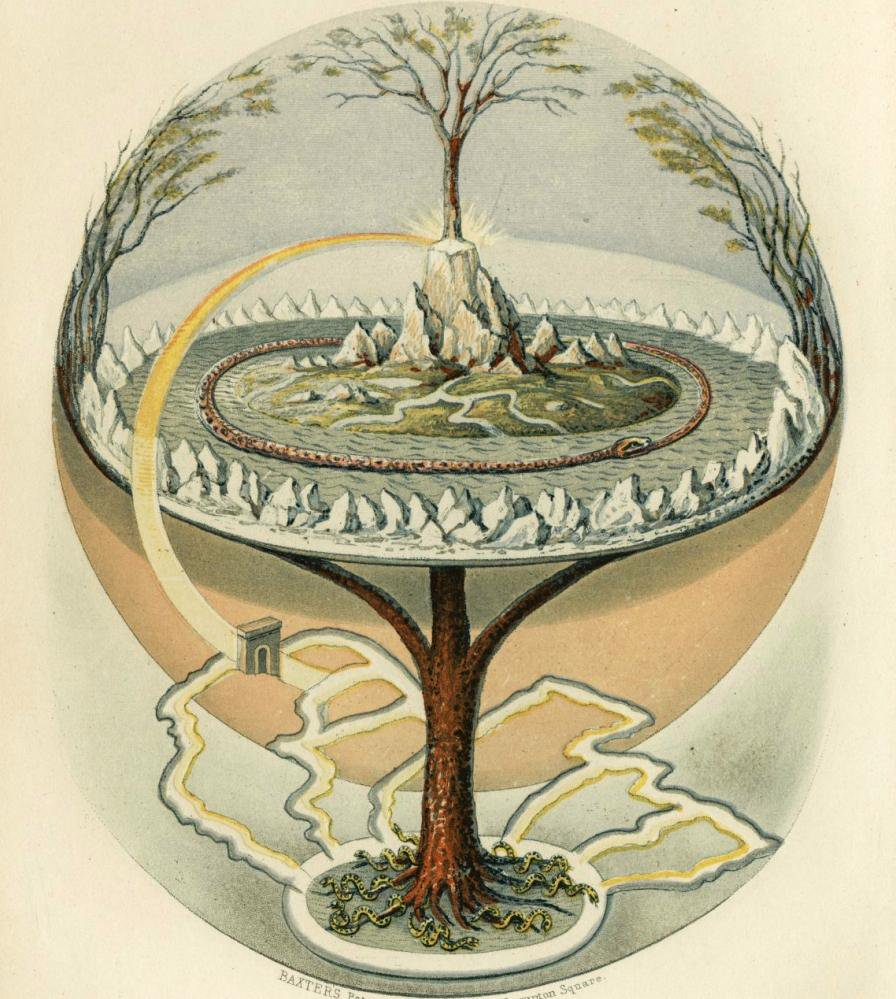
Igdrasil, a árvore que conecta os céus com o submundo na mitologia nórdica

Submundo é o mundo dos mortos em várias tradições religiosas, localizadas abaixo do mundo dos vivos. Seu conceito é encontrado em quase todas as civilizações e "pode ser tão antigo quanto a própria humanidade". Características comuns dos mitos do submundo são relatos de pessoas vivas o visitando, geralmente com algum propósito heroico. Outros mitos reforçam tradições de que a entrada de almas no submundo exige uma observação adequada da cerimônia, como a estória grega de Pátroclo que assombra Aquiles até que seu corpo possa ser enterrado adequadamente para esse fim. Pessoas com estatuto social estavam vestidas e equipadas para melhor navegar no submundo.
Várias mitologias incorporam o conceito de alma do falecido fazendo sua própria jornada ao submundo, com os mortos precisando ser levados através de um obstáculo definitivo, como um lago ou um rio para chegar a esse destino. Imagens de tais viagens podem ser encontradas tanto na arte antiga quanto na moderna. A descida ao submundo foi descrita como "o mito mais importante para os autores modernistas".